# Olympische Sommerspiele 1932/Wasserball
Bei den X. Olympischen Spielen 1932 in Los Angeles fand ein Wasserball-Turnier statt. Austragungsort war das Los Angeles Swimming Stadium.

## Medaillengewinner
| Platz | Land | Spieler |
| ----- | ---- | --- |
| 1     | HUN  | István Barta, György Bródy, Sándor Ivády, Olivér Halassy, Márton Homonnai, Alajos Keserű, Ferenc Keserű, János Németh, Miklós Sárkány, József Vértesy |
| 2     | GER  | Emil Benecke, Otto Cordes, Hans Eckstein, Fritz Gunst, Erich Rademacher, Joachim „Aki“ Rademacher, Hans Schulze, Heiko Schwartz                       |
| 3     | USA  | Austin Clapp, Philip Daubenspeck, Charles Finn, Charles McCallister, Wallace O’Connor, Calvert Strong, Herbert Wildman                                |

## Turnier
Die fünf teilnehmenden Teams spielten in einem Rundenturnier je einmal gegen alle anderen Teams. Die Brasilianer fielen im Spiel gegen die Deutschen durch eine überharte Spielweise negativ auf. Sie fühlten sich durch den ungarischen Schiedsrichter benachteiligt und attackierten ihn nach Spielende. Um ihn zu schützen, musste die Polizei einschreiten. Daraufhin disqualifizierte die FINA die Brasilianer und erklärte ihre Spiele für ungültig (unten mit * markiert).
| Platz | Team               | Siege           | Unent.          | Ndlg.           | Tore            | Diff.           | Punkte          |
| ----- | ------------------ | --------------- | --------------- | --------------- | --------------- | --------------- | --------------- |
| 1.    | Ungarn             | 3               | 0               | 0               | 30:2            | + 28            | 6               |
| 2.    | Deutsches Reich    | 1               | 1               | 1               | 16:10           | + 6             | 3               |
| 3.    | Vereinigte Staaten | 1               | 1               | 1               | 14:11           | + 3             | 3               |
| 4.    | Japan              | 0               | 0               | 3               | 0:37            | - 37            | 0               |
| 5.    | Brasilien          | disqualifiziert | disqualifiziert | disqualifiziert | disqualifiziert | disqualifiziert | disqualifiziert |

| Deutsches Reich | Ungarn          | 2:6 (0:2)          |
| USA             | Brasilien       | 6:1 (2:0)*         |
| Japan           | USA             | 0:10 (0:3)         |
| Brasilien       | Deutsches Reich | 3:7 (1:4)*         |
| Ungarn          | Japan           | 17:0 (10:0)        |
| Deutsches Reich | USA             | 4:4 (3:2)          |
| Ungarn          | USA             | 7:0 (4:0)          |
| Japan           | Brasilien       | nicht ausgetragen* |
| Deutsches Reich | Japan           | 17:0 (10:0)        |
| Ungarn          | Brasilien       | nicht ausgetragen* |

## Quelle
- Volker Kluge: Olympische Sommerspiele. Die Chronik I. Athen 1896 – Berlin 1936. Sportverlag Berlin, Berlin 1997, ISBN 3-328-00715-6, S. 736–737.